# Fiorenzo Bava Beccaris
Fiorenzo Bava Beccaris (març de 1831 - 8 abril de 1924) va ser un general  italià, especialment recordat per la seva dura repressió dels disturbis de Milà en 1898, l'anomenada "Massacre Bava Beccaris".

## Biografia
Fiorenzo Bava Beccaris neix a Fossano, i pren part en la Guerra de Crimea i la Guerra de la Independència Italiana.
Al maig de 1898 esclaten greus disturbis a Milà, en virtut dels quals el primer ministre Antonio di Rudinì declara l'estat de setge. El general Bava Beccaris, comissari extraordinari de la ciutat, dona ordre als seus soldats de disparar amb canons i mosquets sobre una multitud desarmada que havia aixecat barricades durant una vaga, fet que causa la mort de més de 200 persones. Per aquesta actuació, rep la Gran Creu de l'Orde de Savoia per part del rei Humbert I al juny de l'any 1898. Poc després, se'l nomena senador del Regne d'Itàlia.
En 1914, dona suport calorosament al partit intervencionista, que desitja la participació d'Itàlia en la Primera Guerra Mundial (fet que es va concretar el 25 maig de 1915). En 1922 recomana al rei Víctor Manuel III de cridar Benito Mussolini i el seu Partit Nacional Feixista a formar govern.
Bava Beccaris es retira en 1902 i mor a Roma el 1924.